# رویداد مباهله
رویداد مباهله از رویدادهای صدر اسلام است. مباهله یعنی لعنت فرستادن و نفرین‌کردن دروغگو. سنت مباهله از دیرباز در میان برخی جوامع بشری و به ویژه اقوام سامی متداول بوده‌است.این واقعه در دوران پیامبر اسلام هنگامی رخ داد که پیامبر اسلام و اهل بیت او در یکسو و مسیحیان نجران در دیگر سو آمادهٔ مباهله یا نفرین طرف دیگر شدند. این واقعه پس از آن روی داد که محمد در نامه‌ای مسیحیان نجران را به اسلام دعوت کرده بود. به دنبال آن جمعی از مسیحیان نجران به مدینه آمده بودند تا در مورد درستی دعوت پیامبر تحقیق کنند و با او دربارهٔ خدا بودن عیسی به محاجه (دلیل آوردن) پرداخته و به گفته منابع اسلامی دلایل محمد برای بشر بودن عیسی برای آنها قانع کننده و دلیل مسیحیان برای وجود نداشتن الله برای مسلمانان قانع کننده نبود سرانجام بحث‌شان به جایی کشید که محمد خواست با مسیحیان  به مباهله بپردازند. 

از ام سلمه نقل کرده‌اند که در همان روز رسول خدا آن چهار تن همراهان خود را در زیر عبای موئی و مشکین رنگ خود گردآورد و این آیه را تلاوت نمود: 
«إِنَّما یُرِیدُ اللَّهُ لِیُذْهِبَ عَنْکُمُ الرِّجْسَ أَهْلَ الْبَیْتِ وَ یُطَهِّرَکُمْ تَطْهِیراً»
این رویداد از سوی مسلمانان به عنوان یکی از برجستگی‌های اهل بیت محسوب شده و به عنوان دلیلی برای اثبات این امر که اصحاب کسا محمد، علی، فاطمه، حسن و حسین می‌باشند، استفاده می‌شود.
بیست و چهارم ذی‌الحجه روز مباهله نام دارد.
جارالله زمخشری از دانشمندان بزرگ معتزلة، در کتاب تفسیر کشاف به فضیلت اصحاب کسا (کسانی که در روز مباهله همراه پیامبر بودند) اشاره کرده‌است.

## آیه مباهله
فَمَنْ حَاجَّکَ فِیهِ مِنْ بَعْدِ مَا جَاءَکَ مِنَ الْعِلْمِ فَقُلْ تَعَالَوْا نَدْعُ أَبْنَاءَنَا وَأَبْنَاءَکُمْ وَنِسَاءَنَا وَنِسَاءَکُمْ وَأَنْفُسَنَا وَأَنْفُسَکُمْ ثُمَّ نَبْتَهِلْ فَنَجْعَلْ لَعْنَتَ اللَّهِ عَلَی الْکَاذِبِینَ(۶۱)
«پس کسی که مجادله کند در آن پس از آنچه آمد تو را از دانش، پس بگو بیائید بخوانیم پسرانمان را و پسرانتان را و زنانمان را و زنانتان را و نفسهایمان (خودمان) را و نفسهایتان (خودتان) را، سپس نفرین نمائیم، پس بگردانیم لعنت خدا را بر دروغگویان». (سورهٔ آل‌عمران-آیهٔ ۶۱)
محمدحسین طباطبایی می‌گوید:

رسول خدا در مقام امتثال این فرمان از «انفسنا» به غیر از علی و از «نسائنا» به جز فاطمه و از «ابنائنا» بجز حسن و حسین را نیاورد. آشکار می‌شود برای کلمه اول به جز علی و برای کلمه دوم به جز فاطمه و از سوم به جز حسن و حسین مصداق نیافت و انگار منظور از «ابناء» و «نساء» و «انفس» همان اهل بیت رسول خدا بوده. هم‌چنان‌که در بعضی روایات به این معنا تصریح شده، پس از آن که رسول خدا نام همراهان را با خود آورد؛ گفت: «پروردگارا اینان‌اند اهل بیت من»، چون این عبارت می‌فهماند پروردگارا من به جز این‌ها کسی را نیافتم تا برای مباهله دعوت کنم.»

هنگامی که آیه مباهله نازل شد، پیامبر اسلام علی بن ابی طالب و فاطمه و حسن و حسین را به حضور طلبید و گفت اللهم هولاء اهلی (بار پروردگارا! اینان اهل بیت من هستند).
تشیع همچنین یکی از دلایل برتری و امتیاز علی برای جانشینی پیامبر اسلام را این ماجرا می‌داند.

## معنای لغوی و اصطلاحی مباهله
مباهله در اصل از «بَهل» به معنی رها کردن و برداشتن قید و بند از چیزی است. اما مباهله به معنای لعنت کردن یکدیگر و نفرین کردن است. سنت مباهله از دیرباز در میان برخی جوامع بشری و به ویژه اقوام سامی متداول بوده‌است. مباهله بر پایه این باور استوار است که در موارد نومیدی از اثبات حقیقت به طریق طبیعی، به عالم غیب روی آورده و درخواست کشف حقیقت از جانب خداوند می‌شود؛ از نمونه‌های دیگر می‌توان به سوگند پاکدامنی در بین بابلیان اشاره کرد که در موارد اتهام زنان به انجام عمل خلاف عفت برگزار می‌شد یا رد شدن متهم از آتش هوله که در صورت بی گناهی گزندی به او وارد نمی‌شد و نیز برخی آزمایشهای مشابه دیگر که برای اثبات بی گناهی در بین بومیان عرب مرسوم بوده‌است.در کتاب مقدس نیز مواردی از مباهله گزارش شده‌است. رقابت هابیل و قابیل نمونه ای از مباهله است که دو هدیه به پیشگاه خداوند تقدیم می‌دارند و خداوند یکی از آنها را برمی‌گزیندو به نشانه قبولی آتشی از آسمان بر هدیه فرد بر حق نازل می‌کند.
مباهله، در معنای اصطلاحی آن به معنای درخواست نزول لعن و عذاب بر مخالف پس از بی‌حاصل ماندن بحث و مناظره استو تنها به مواردی اختصاص دارد که دو طرف برای اثبات موضوعی غالب دینی و مذهبی، در مقابل یکدیگر قرار گرفته و از خداوند درخواست لعن و نفرین و نزول عذاب بر طرف دروغگو می‌کنند.
مباهله اختصاص به زمان پیامبر ندارد و در تمامی زمان‌ها قابل اجرا است. در روایتی از جعفر صادق نقل شده: اگر سخنان حق شما را مخالفان نپذیرفتند، آن‌ها را به مباهله دعوت کنید.

## موقعیت جغرافیایی
بخش نجران، با هفتاد دهکده تابع خود، در نقطه مرزی حجاز و یمن قرار گرفته‌است. در آغاز پیدایش اسلام این نقطه، تنها نقطه مسیحی‌نشین حجاز بود که مردم آن، از بت‌پرستی دست کشیده و به آیین مسیح گرویده بودند.

## ماجرای مسیحی شدن مردم نجران
با توجه به اینکه نجران تنها منطقهٔ مسیحی نشین در حجاز بوده ابن هشام در سیره نبوی دلیل آن را دو داستان مشابه می‌داند.

## شرح واقعه

#### نامه محمد به اسقف نجران
پیامبر اسلام در ادامه نامه نگاری‌های خود به کشورها و قبایل همسایه نامه ای به مسیحیان نجران فرستاد. نامه محمد به اسقف نجران چنین بود: «به نام خدای ابراهیم و اسحاق و یعقوب. از محمد، پیامبر خدا، به اسقف نجران. خدای ابراهیم و اسحاق و یعقوب را ستایش می‌کنم و شما را از پرستش بندگان به پرستش خدا فرا می‌خوانم. شما را دعوت می‌کنم که از ولایت بندگان خدا بیرون شوید و در ولایت خداوند درآیید و اگر دعوت مرا نپذیرفتید باید به حکومت اسلامی جزیه (مالیاتی که از اهل کتاب گرفته می‌شود) بدهید وگرنه به شما اعلام خطر می‌شود»بزرگان مسیحی نجران بعد از دریافت نامه به مشورت باهم پرداختند و چون به نتیجه نرسیدند تصمیم گرفتند با محمد دیدار کنند.

#### بحث بین مسیحیان و پیامبر
مسیحیان دربارهٔ عیسی که اساسی‌ترین مسئله شان بود با محمد بحث کردند.
مسیحیان نجران می‌گفتند: عیسی خداست و گروهی او را پسر خدا می‌دانستند و دسته سوم، قائل به تثلیث «یعنی به سه خدا قائل بودند؛ پدر، پسر، روح القدس.»
ابن هشام در تفسیر خود می‌نویسد مسیحیان به پیامبر گفتند اگر عیسی پسر خدا نیست پس پدرش کیست؟. .. آیات قرآنی نازل شد و خلقت او را همانند خلقت آدم ابوالبشر معرفی کرد.
مجادله و بحث بین مسیحیان نجران و پیامبر اسلام ادامه یافت. پیامبر اسلام ادله و براهینی برای پاسخ به مسیحیان آورد و اما آنان هم چنان بر عقاید خویش اصرار می‌ورزیدند. در منابع شیعه آمده‌است در این هنگام آیه ۶۱ سوره آل عمران نازل شد و مسیحیان نجران به مباهله دعوت شدند.

#### زمان و مکان مباهله
مباهله، در ماه ذی الحجّه و محل آن در روزگار پیامبر اسلام در بیرون شهر مدینه بوده که اکنون داخل شهر قرار گرفته و در آن محل، مسجدی به نام «مسجد الإجابة» ساخته شده‌است. فاصلهٔ این مسجد تا «مسجد النّبی» تقریباً دو کیلومتر است.

#### مهلت خواستن مسیحیان از پیامبر اسلام
هنگامی که نمایندگان مسیحیان نجران، پیشنهاد مباهله را از پیامبر شنیدند مهلت خواستند تا در این باره فکر و اندیشه و مشورت کنند. وقتی به بزرگان خود مراجعه کردند، اسقف آنان گفت: فردا بنگرید اگر محمد با اهل و فرزند خود آمد، از مباهله بپرهیزید و اگر با اصحاب خویش آمد، پس مباهله کنید که کاری از او ساخته نیست.

#### همراهان پیامبر در مباهله و نتیجه
براساس توافق پیشین، محمد و نمایندگان نجران برای مباهله به محل قرار رفتند. نمایندگان نجران دیدند که محمد نوه‌اش حسین را در آغوش دارد، دست حسن را در دست گرفته و علی و فاطمه همراه اویند و به آن‌ها سفارش می‌کند هرگاه من دعا کردم شما آمین بگویید. مسیحیان، هنگامی که این صحنه را دیدند در میان خودشان هم‌اندیشی کرده از این که پیامبر، عزیزترین و نزدیک‌ترین کسانِ خود را به میدان مباهله آورده بود، دریافتند که او نسبت به ادعای خود ایمان راسخ دارد؛ وگرنه عزیزان خود را در برابر خطر آسمانی قرار نمی‌داد؛ بنابراین از اقدام به مباهله خودداری کردند و حاضر به مصالحه شدند و قبول کردند که جزیه بپردازند.
لویی ماسینیون به این نکته اشاره کرده‌است که اختلاف بسیاری میان شیعه و سنی در مورد ارتباط آیه قرآنی در مورد مباهله و تفسیر آن وجود دارد. بر اساس گفتار وی، یکی از این اختلافات راجع به حضور پنج تن آل عبا در این واقعه است. وی به عقیده شیعیان اشاره می‌کند که معتقدند فاطمه هنگامی که محمد عبا یا کسای سیاه خود را انداخت در پشت سر وی قرار داشت. برخی از فرق نیز معتقدند که مقصود پیامبر از اهل بیتش، امری کاملاً تصویر گونه بوده‌است چنان‌که تصویر فاطمه را به عنوان یک ماده نورانی تفسیر کرده‌اند. نصیریه بر این باورند که مسیحیان نجران به این اعتراف کرده‌اند که فاطمه همچون مریم جایگاهی رفیع دارد.

## ذکر این رویداد در کتب اهل سنت به نقل از شیعیان
داستان مباهله فقط در منابع شیعی انعکاس نیافته‌است. بلکه در منابع غیر مسلمانان نیز آمده (مانند کتاب مباهله لویی ماسینیون و تاریخ تمدن ویل دورانت)و در منابع فراوانی از مسلمانان غیرشیعی هم آمده‌است. قاضی نورالله شوشتری می‌گوید: 
مفسران در این مسئله اتفاق نظر دارند که ابناءنا در آیه فوق اشاره به حسن و حسین و نساءنا اشاره به فاطمه و انفسنا اشاره به علی است.
در پاورقی کتاب مزبور در حدود شصت نفر از بزرگان اهل سنت ذکر شده‌اند که تصریح نموده‌اند آیه مباهله دربارهٔ اهل بیت نازل شده‌است و نام آن‌ها و مشخصات کتب آن‌ها را از صفحه ۴۶ تا ۷۶ مشروحاً آورده‌است.
از جمله شخصیت‌های سرشناسی که این مطلب از آن‌ها نقل شده افراد زیر هستند:
- مسلم بن حجاج نیشابوری صاحب صحیح معروف که از کتب شش‌گانه مورد اعتماد اهل سنت است در جلد ۷ صفحه ۱۲۰ (چاپ محمد علی صبیح - مصر).
- احمد بن حنبل در کتاب مسند جلد اول صفحه ۱۸۵ (چاپ مصر).
- طبری در تفسیر معروفش در ذیل همین آیه جلد سوم صفحه ۱۹۲ (چاپ میمنیة - مصر).
- حاکم در کتاب مستدرک جلد سوم صفحه ۱۵۰ (چاپ حیدر آباد دکن).
- حافظ ابو نعیم اصفهانی در کتاب دلائل النبوة صفحه ۲۹۷(چاپ حیدر آباد).
- واحدی نیشابوری در کتاب اسباب النزول صفحه ۷۴ (چاپ الهندیة مصر).
- فخر رازی در تفسیر معروفش جلد۸ صفحه ۸۵ (چاپ البهیه مصر).
- ابن اثیر در کتاب جامع الاصول جلد ۹ صفحه ۴۷۰ (طبع السنة المحمدیة - مصر).
- ابن جوزی در تذکرة الخواص صفحه ۱۷ (چاپ نجف).
- قاضی بیضاوی در تفسیرش جلد ۲ صفحه ۲۲ (چاپ مصطفی محمد مصر).
- آلوسی در تفسیر روح المعانی جلد سوم صفحه ۱۶۷(چاپ منیریه مصر).
- طنطاوی مفسر معروف در تفسیر الجواهر جلد دوم صفحه ۱۲۰ (چاپ مصطفی البابی الحلبی - مصر).
- زمخشری در تفسیر کشاف جلد ۱ صفحه ۱۹۸ (چاپ مصطفی محمد - مصر).
- حافظ احمد بن حجر عسقلانی در کتاب الاصابة جلد ۲ صفحه ۵۰۳ (چاپ مصطفی محمد - مصر).
- ابن صباغ در کتاب الفصول المهمة صفحه ۱۰۸ (چاپ نجف).
- علامه قرطبی در تفسیر الجامع لاحکام القرآن جلد ۳ صفحه ۱۰۴ (چاپ مصر سال ۱۹۳۶).[۲۸]